# Chrizantemy
Chrizantemy (Хризантемы) è un film del 1914 diretto da Pёtr Čardynin. Il film è uscito nelle sale cinematografiche russe il 4 novembre 1914. In tempi recenti, Chrizantemy è stato presentato al Festival cinematografico internazionale di Mosca nel 2007.

## Trama
La ballerina Vera Nevolina e Vladimir brindano al loro amore in un tripudio di fiori: crisantemi. Qualche tempo dopo appare che Vladimir è ossessionato dai debiti: Vera gli dà un paio di suoi orecchini perché li venda. Più avanti, dopo uno spettacolo, un ammiratore di Vera, verosimilmente un uomo importante (che si legherà in amicizia con lei), la raggiunge nel camerino insieme a un amico, al quale Vladimir, pur avendolo con tutta probabilità appena conosciuto, non manca di chiedere in prestito del danaro, tanta è la criticità della sua situazione.
"Fiori schiacciati". Vladimir viene a conoscere una ricca vedova, e, pensa, non vuole lasciarsi sfuggire l'occasione. Quando Vera la vede in compagnia dell'amato, per quanto in una situazione per nulla equivoca, è presa da agitazione e sospetto. Ne ha ben donde, perché Vladimir e la vedova cominciano ad approfondire la loro conoscenza, con l'intento di trasformarla in una relazione amorosa (vera o falsa che fosse, dal punto di vista di Vladimir, che sposandola, avrebbe trovato soluzione ai propri problemi finanziari). Una sera Vladimir annulla un appuntamento con Vera con un pretesto: la donna presentisce che sia una menzogna e che qualcosa di grave, per lei, stia accadendo. Raggiunge Vladimir e lo trova in compagnia della vedova, che sta suonando al pianoforte il brano "I crisantemi". Vera inizia a dire qualcosa ma Vladimir, semplicemente, afferma di non averla mai conosciuta. La ballerina torna a casa, umiliata e offesa.
"Fiori calpestati". Prima di uno spettacolo, Vera sbircia oltre il sipario per vedere il pubblico, e scorge Vladimir e la vedova in un palco, questa volta in atteggiamento intimo, tale da non lasciare sospetti. È atterrita: in camerino, poco prima della rappresentazione, beve a più riprese da una boccetta un liquido che, a giudicare dall'espressione del suo viso, non dev'essere piacevole. Poi va in scena. Il suo numero prevede una danza da eseguirsi in una profusione di fiori, sui quali, alla fine, ella, come la coreografia prevedeva, si accascia. Sipario. Un successo. Il gestore del teatro annuncia che lo spettacolo, purtroppo, non può proseguire. Gli spettatori defluiscono; Vera viene portata in camerino, morta.
Vladimir depone dei crisantemi sulla tomba di Vera.